# Tyson Griffin
Tyson Lee Griffin (Sacramento, 20 de abril de 1984) é um atleta estadunidense de MMA. Griffin atualmente luta na categoria dos pesos-leves no World series of fighting (WSOF).

## Vida
Griffin praticava wrestling no ensino médio na Albany High School e continuou na faculdade na Skyline Junior College antes de desistir do curso.  Ele começou treinando na academia de David Terrell, a  NorCal Fighting Alliance, e na academia de César Gracie. Durante sua primeira sessão de treinamento de MMA, Terrell fez um corte na testa, pouco acima do olho esquerdo, que teve de levar alguns pontos. Griffin afirma que se dedicou a uma carreira no MMA enquanto ele estvava no hospital. Sua mãe o apoiou durante o primeiro ano de treinamento, mas apos sua estréia professional ele teve que arranjar empregos para se sustentar enquanto treinava.

## Carreira
Tyson " The little Shitlen " Griffin começou sua carreira professional em 2004 em um evento da Gladiator Challenge. Em sua terceira luta, ele caiu para categoria dos Pesos Penas para vencer por TKO o futuro campeão da categoria na World Extreme Cagefighting, Urijah Faber, sendo a única derrota de Faber em três anos. Griffin venceu todas as seis lutas seguintes antes de enfrentar Duane Ludwig no Strikeforce: Revenge. Ele venceu a luta por TKO no primeiro round, atraindo a atenção de outros eventos maiores.  Após considerar ofertas da Pride Fighting Championship e do UFC, Griffin assinou com o UFC. Enquanto fazia parte da equipe de David Terrel no UFC 59 em Las Vegas, Griffin teve a oportunidade de encontrar membros da Xtreme Couture pela primeira vez.
Griffin fez sua estréia no UFC 63 contra David Lee. Ele venceu a luta com um mata-leão no primeiro round, ganhando o Submission of the Night. Griffin usou o dinheiro para mudar-se para Las Vegas e juntou-se com o pessoal da Xtreme Couture. O ex-colega Nick Diaz criticou Griffin por seu um "gym jumper", mas Griffin rejeitou a acusação. Ele começou 2007 com uma luta contra Frankie Edgar no UFC 67. Com idas e vindas, a luta terminou com Edgar quase finalizado com uma leglock, mas os juízes deram a vitória para ele, com Griffin amargando a sua primeira derrota profissional. Ele retornou com duas vitórias contra Clay Guida e Thiago Tavares no UFC 72 e no UFC 76, respectivamente. Todas as suas três lutas em 2007 foram premiadas com Fight of the Night.
Em 2008, Griffin venceu por decisão unânime Gleison Tibau no UFC 81 e Marcus Aurélio no UFC 86.
Em seguida ele enfrentou Sean Sherk no UFC 90, numa luta com diversas complicações. Numa luta de três rounds, Griffin perdeu por decisão unânime, mas ganhou a quarta Fight of the Night da carreira.
Griffin derrotou Rafael dos Anjos no UFC Fight Night: Condit vs. Kampmann com sua quintta indicação de Fight of the Night, numa luta em disputada decisão unânime.
Ele venceu Hermes França via Nocaute Técnico no segundo round do UFC 103, sendo essa uma das suas primeiras vitórias por nocaute em três anos.
Griffin era esperado para enfrentar Jim Miller em 2 de Janeiro de 2010 no UFC 108, mas desistiu devido a uma lesão.
Griffin lutou contra o treinador da Xtreme Couture, Evan Dunham em 12 de junho de 2010 no UFC 115.  Ele perdeu a luta por decisão não unânime.
Griffin enfrentou o ex-campeão de Pesos leves da PRIDE, Takanori Gomi em 1 de agosto de  2010 no UFC Live: Jones vs. Matyushenko, substituindo o machucado Joe Stevenson. Griffin foi derrotado por Gomi via KO (punch) aos 1:04 do primeiro round.
Griffin é esperado para enfrentar Nik Lentz em 20 de novembro de  2010 no UFC 123.
A entrada de Griffin no UFC é marcada pelo usa da música da banda Survivor,  "Eye of the Tiger", sendo essa a mesma canção que ele usava nos tempos de colégio nos torneios de wrestling.

## Cartel no MMA
| Res.    | Cartel | Oponente          | Método                   | Evento                               | Data       | Round | Tempo | Local                         | Notas                                             |
| ------- | ------ | ----------------- | ------------------------ | ------------------------------------ | ---------- | ----- | ----- | ----------------------------- | ------------------------------------------------- |
| Vitória | 17–8   | Jordan Bailey     | Decisão (unânime)        | URCC 34                              | 04/08/2018 | 3     | 5:00  | Las Vegas, Nevada             |                                                   |
| Derrota | 16-8   | Luiz Firmino      | Decisão (unânime)        | WSOF 10: Branch vs. Taylor           | 21/06/2014 | 3     | 5:00  | San José, Califórnia          |                                                   |
| Derrota | 16-7   | Gesias Cavalcante | Nocaute Técnico (socos)  | WSOF 4: Spong vs. DeAnda             | 10/08/2013 | 3     | 1:37  | Ontário, Califórnia           |                                                   |
| Vitória | 16-6   | Efrain Escudero   | Decisão (unânime)        | RFA 4: Griffin vs. Escudero          | 02/11/2012 | 3     | 5:00  | Las Vegas, Nevada             |                                                   |
| Derrota | 15-6   | Bart Palaszewski  | Nocaute (socos)          | UFC 137: Penn vs. Diaz               | 29/10/2011 | 1     | 2:45  | Las Vegas, Nevada             |                                                   |
| Vitória | 15-5   | Manny Gamburyan   | Decisão (majoritária)    | UFC Live: Kongo vs. Barry            | 26/06/2011 | 3     | 5:00  | Pittsburgh, Pensilvânia       |                                                   |
| Derrota | 14-5   | Nik Lentz         | Decisão (dividida)       | UFC 123: Rampage vs. Machida         | 20/11/2010 | 3     | 5:00  | Auburn Hills, Michigan        |                                                   |
| Derrota | 14–4   | Takanori Gomi     | Nocaute (soco)           | UFC Live: Jones vs. Matyushenko      | 01/08/2010 | 1     | 1:04  | San Diego, Califórnia         |                                                   |
| Derrota | 14–3   | Evan Dunham       | Decisão (dividida)       | UFC 115: Liddell vs. Franklin        | 12/06/2010 | 3     | 5:00  | Vancouver, Colúmbia Britânica |                                                   |
| Vitória | 14–2   | Hermes França     | Nocaute (socos)          | UFC 103: Franklin vs. Belfort        | 19/09/2009 | 2     | 3:26  | Dallas, Texas                 | França não bateu o peso.                          |
| Vitória | 13–2   | Rafael dos Anjos  | Decisão (unânime)        | UFC Fight Night: Condit vs. Kampmann | 01/04/2009 | 3     | 5:00  | Nashville, Tennessee          | Luta da Noite.                                    |
| Derrota | 12–2   | Sean Sherk        | Decisão (unânime)        | UFC 90: Silva vs. Côté               | 25/10/2008 | 3     | 5:00  | Rosemont, Illinois            | Luta da Noite.                                    |
| Vitória | 12–1   | Marcus Aurélio    | Decisão (unânime)        | UFC 86: Jackson vs. Griffin          | 05/07/2008 | 3     | 5:00  | Las Vegas, Nevada             |                                                   |
| Vitória | 11–1   | Gleison Tibau     | Decisão (unânime)        | UFC 81: Breaking Point               | 02/02/2008 | 3     | 5:00  | Las Vegas, Nevada             |                                                   |
| Vitória | 10–1   | Thiago Tavares    | Decisão (unânime)        | UFC 76: Knockout                     | 22/09/2007 | 3     | 5:00  | Anaheim, Califórnia           | Luta da Noite.                                    |
| Vitória | 9–1    | Clay Guida        | Decisão (dividida)       | UFC 72: Victory                      | 16/06/2007 | 3     | 5:00  | Belfast                       | Luta da Noite.                                    |
| Derrota | 8–1    | Frankie Edgar     | Decisão (unânime)        | UFC 67: All or Nothing               | 03/02/2007 | 3     | 5:00  | Las Vegas, Nevada             | Luta da Noite.                                    |
| Vitória | 8–0    | David Lee         | Finalização (mata-leão)  | UFC 63: Hughes vs. Penn              | 23/09/2006 | 1     | 1:50  | Anaheim, Califórnia           | Finalização da Noite.                             |
| Vitória | 7–0    | Duane Ludwig      | Nocaute Técnico (golpes) | Strikeforce: Revenge                 | 09/06/2006 | 1     | 3:57  | San José, Califórnia          |                                                   |
| Vitória | 6–0    | Chuck Kim         | Finalização (mata-leão)  | GC 49-Face Off                       | 08/04/2006 | 1     | 3:34  | Lakeport, Califórnia          |                                                   |
| Vitória | 5–0    | Melchor Manibusan | Nocaute Técnico          | FFCF 5-Unleashed                     | 27/01/2006 | 1     | 4:05  | Guam                          |                                                   |
| Vitória | 4–0    | Jorge Evangelista | Nocaute Técnico (golpes) | GC 46-Avalanche                      | 11/12/2005 | 1     | 3:14  | Coarsegold, Califórnia        |                                                   |
| Vitória | 3–0    | Urijah Faber      | Nocaute Técnico (socos)  | GC 42-Summer Slam                    | 10/09/2005 | 3     | 0:05  | Lakeport, Califórnia          | Ganhou o Título Peso Leve do Gladiator Challenge. |
| Vitória | 2–0    | Cody Williams     | Finalização (mata-leão)  | GC 36-Proving Grounds                | 09/04/2005 | 1     | 2:05  | Califórnia                    |                                                   |
| Vitória | 1–0    | Ryan Frost        | Nocaute Técnico          | GC 32-King of the Hill               | 18/11/2004 | 1     | 1:16  | Colusa, Califórnia            |                                                   |